# سيلامكتين
سيلامكتين Selamectin هو مبيد موضعي للطفيليات  وطارد للديدان يستخدم عند الكلاب والقطط. يعالج ويقي من الدُّوْدَةُ القَلْبِيَّة (جِنْسٌ مِنَ الدِّيدانِ الفيلارية)، البراغيث، عثّ الأذن، الجَرَبٌ القارِمِيّ (الجرب)، وأنواع محددة من القرادات عند الكلاب، ويقي من الدُّوْدَةُ القَلْبِيَّة، البراغيث، عث الأذن، دُودَةُ الأَنْكِيلُوسْتُوما، والديدان المدورة عند القطط. يرتبط بالبنية بأفيرميكتين و ميلبيمايسين. سيلامكتين غير موافق عليه للاستعمال عند البشر.
يطبق الدواء موضعياً وهو عازل للماء، ولا يفقد فعاليته عند الاغتسال. يتم تعبئته تبعاً للأجحام الجرعية المختلفة، ويطبّق مرة واحدة شهرياً.

## طريقة التأثير
يُضعف سيلامكتين الطفيليات عن طريق تفعيل قنوات الكلور ذات بوابات الغلوتامات في المشابك العضلية. يفعّل سيلامكتين قنوات الكلور دون إزالة التحسس، مما يسمح لشوارد الكلور من الدخول إلى الخلايا العصبية مسببةً شللاً عصبياً عضلياً، معضعفة بذلك التقلص العضلي، ومسببة الموت النهائي.
تكافح المادة كل من العدوى الطفيلية الداخلية والسطحية. تُمتص إلى داخل الجسم عبر الجلد والجريبات الشعرية، تنتقل خلال مجرى الدم، الأمعاء، والغدد الدهنية؛ تبتلع الطفيليات الدواء عندما تتغذى على دم الحيوان.

## التأثيرات الجانبية
يمتلك سيلماكتين معدلات أمان مرتفعة، 
بمعدل أقل من 1% لظهور الآثار الجانبية لدى الحيوانات الأليفة. تتضمن أغلب الحالات التي تحدث بها الآثار الجانبية عادة، تهيج أو تساقط شعر في مكان التطبيق. من الممكن أن تكون الأعراض الأخرى غير هذه (مثل سيلان اللعاب، سرعة التنفس، فقدان التناسق، الإقياء، أو الإسهال) ناتجة عن الصدمة إثر قتل الديدان القلبية أو الطفيليات العرضة للهجوم الموجودة بمستويات مرتفعة في مجرى الدم لدى الكلاب.
ويكون ذلك رد فعل نسبة للعدوى غير الملاحظة قبل استخدام الدواء، أكثر من كونها رد فعل تحسسي حقيق للدواء بحد ذاته.

## وصلات خارجية
- Pfizer Canada